# Palazzo della Ragione (Anagni)
Il Palazzo della Ragione di Anagni, noto anche come Palazzo Comunale o Palazzo Jacopo da Iseo, è uno dei più antichi palazzi civici d'Italia ancora esistenti. Fu costruito tra il 1159 e il 1163 per volere di papa Adriano IV, unico pontefice inglese della storia, che scelse di trasferirsi nella città di Anagni, dove rimase fino alla sua morte, avvenuta il 1º settembre 1159. La costruzione fu poi portata avanti dal Comune e dalla cittadinanza locale.
La progettazione e la realizzazione si devono all'architetto Jacopo da Iseo, giunto in città con una delegazione a sostegno del papato. Una ricevuta del 12 settembre 1163 firmata dallo stesso Jacopo attesta la conclusione dei lavori.

## Storia
La realizzazione del palazzo si colloca nel contesto della lotta tra Papato e Impero. Papa Adriano IV, residente ad Anagni, volle dotare la città di un edificio pubblico autonomo per l'amministrazione della giustizia e della politica, sotto la guida di un podestà eletto, senza interferenze imperiali.
Secondo Ambrosi De Magistris, Anagni fu tra le prime città italiane ad avere, già nel 1164, una forma compiuta di istituzione comunale con podestà, consiglio e popolo. La costruzione del palazzo anticipa la diffusione di analoghi edifici pubblici, tra cui i Palazzi della Ragione di Padova e Bergamo.
Nel 1176 papa Alessandro III convocò nel palazzo i rappresentanti dell'imperatore Federico Barbarossa, sconfitto nella battaglia di Legnano, e i delegati dei Comuni lombardi per negoziare lo storico Pactum Anagninum. L'accordo, articolato in trenta punti, costituì la base per la futura Pace di Costanza (1183), con il riconoscimento dell'autonomia comunale.
Nel XVI secolo sono documentate attività teatrali nel palazzo: in particolare nel 1586 e il 20 agosto 1587 si tennero due rappresentazioni pubbliche alla presenza del governatore di Marittima e Campagna, mons. Vincenzo Portici, eventi straordinari in un periodo in cui il teatro era osteggiato dal papato.
Durante il periodo napoleonico, la Sala della Ragione ospitò un teatro stabile in struttura lignea.
Nel novembre 2024 il palazzo ha ospitato l'apertura dell'incontro dei Ministri degli Esteri del G7.

## Descrizione
L'edificio si trova lungo l'antica via Major (oggi Corso Vittorio Emanuele II), in un isolato urbano delimitato da quella che fu l'antica piazza del Mercato – successivamente denominata piazza delle Carceri, piazza della Pace, e oggi piazza Giovanni Paolo II – e dalla via dell'Orologio, che collega il corso con piazza Santa Chiara e con il quartiere Piscina, dove, in epoca romana, sorgevano importanti impianti termali.
Il palazzo fu costruito da Jacopo da Iseo con una concezione architettonica innovativa per l'epoca. Esso unisce due edifici preesistenti attraverso otto arcate diaframma che formano un ampio portico su cui si sviluppa la Sala della Ragione. Lo storico Giudici descrive l'impianto come "un'ardita fuga di arcate [...] unica tra i palazzi comunali italiani".
L'edificio presenta due facciate principali: una su corso Vittorio Emanuele II e l'altra su piazza Giovanni Paolo II. Su quest'ultima si affaccia la Loggetta del Banditore, documentata dal XIV secolo e tuttora visibile dalla piazza sottostante.